# فرشاد آقای گل
فرشاد آقای گل یک فیلم مستند در ژانر زندگینامه‌ای به کارگردانی جعفر صادقی محصول ۱۳۹۶ ایران است که به زندگی فرشاد پیوس بازیکن اسبق تیم ملی ایران و باشگاه پرسپولیس می‌پردازد.

## داستان
عکاسی علاقمند به فوتبال به مرور شیفتهٔ هنرنماییِ پسرکی با استعداد به نام فرشاد پیوس می‌شود. از دریچه نگاه این عکاس سفری به دل تاریخ با تصاویری بدیع و دیده نشده صورت می‌گیرد. مروری بر زندگی بهترین گلزن تاریخ فوتبال باشگاهی ایران و هنرنمایی کسی که عناوین آقای گلی را یکی پس از دیگری به تصاحب درمی‌آورد را با حضور ستارگان تاریخ فوتبال ایران به نظاره می‌نشینیم.

## افراد حاضر در مستند
علی پروین، علی دایی، ناصر محمدخانی، امیر قلعه‌نویی، محمد پنجعلی، محمد مایلی‌کهن، محسن عاشوری، مرتضی کرمانی‌مقدم، محمدحسن انصاری‌فرد، ناصر ابراهیمی، رحیم یوسفی، بیژن طاهری، رضا حسن‌زاده و جمشید شاه‌محمدی که چهره‌های شناخته شده هم نسل با فرشاد پیوس هستند، در کنار نام‌هایی چون اردشیر لارودی، حمیدرضا صدر، امیر حاج‌رضایی و عادل فردوسی‌پور، این فیلم را به یکی از پرچهره‌ترین مستندهای تولید شده از فوتبال ایران تبدیل کرده‌است.

## اکران
مستند فرشاد آقای گل قبل از اکران سراسری در سینماهای کشور طی دو اکران خصوصی در تهران و گرگان برای ستارگان فوتبال و سینمای ایران از جمله مهراب قاسم‌خانی، سعید راد، حسین کلانی، امیر حاج‌رضایی، علی پروین، عادل فردوسی‌پور، مهرداد میناوند، شقایق دهقان، پوریا پورسرخ، حمید درخشان، محمدرضا زادمهر، مجتبی محرمی، ناصر محمدخانی، امیر قلعه‌نویی، علی علیپور، حسین ماهینی، بیژن طاهری، محمد پنجعلی، مرتضی کرمانی‌مقدم، محسن عاشوری، ناصر ابراهیمی و چهره‌های سیاسی چون استاندار استان گلستان و… اکران شد. از جمله بینندگان ویژه این مستند در اکران‌های عمومی سینماهای کشور که از مرداد ۱۳۹۷ تا دی ماه ۱۳۹۷ انجام شد، می‌توان از سید جلال حسینی و شجاع خلیل‌زاده در سینما کوروش تهران نام برد.

## جوایز
- برنده جایزه ویژه هیئت داوران از جشنواره مستند سال ۱۳۹۸[۱۰]
- نامزد کسب عنوان بهترین فیلم مستند سال ایران در جشن حافظ ۱۳۹۸[۱۱]